# Fierro Point
Der Fierro Point (englisch; spanisch Punta Fierro) ist eine Landspitze von Greenwich Island im Archipel der Südlichen Shetlandinseln. Sie liegt südwestlich des Vidal Rock am Südwestufer der Discovery Bay und trennt die Ensenada Basullo im Nordwesten von der Ensenada Ramos im Südosten.
Teilnehmer der 2. Chilenischen Antarktisexpedition (1947–1948) benannten die Landspitze nach einem Expeditionsmitglied. Das UK Antarctic Place-Names Committee übertrug diese Benennung 2005 ins Englische.